# Romanceiro da Inconfidência
Le Romanceiro da Inconfidência est un recueil de poèmes de l'écrivaine brésilienne Cecília Meireles, publié en 1953.

## Contexte historique
Au Brésil, l'historiographie officielle considère comme repère fondateur de la nationalité la conjuration remontant à 1789 et passé à la postérité sous l'étiquette infamante de Inconfidência Mineira. Dans ce qui était alors la Capitainerie de Minas Gerais, comme dans tout le reste du territoire soumis à la monarchie portugaise de droit divin, le crime d'inconfidência - trahison à la foi due au souverain - constituait un sacrilège passible de la peine capitale. Cette conspiration connaissait son point fort au cours de la semaine sainte de 1789, lors de réunions clandestines à Vila Rica, l'actuelle Ouro Preto, résidence du Gouverneur portugais. Mais elle ne débouchait sur rien de concret, les conjurés étant dénoncés par l’un des leurs, avant d’avoir pu organiser grand-chose. Et elle aboutissait, après trois ans de procès, à l'exécution le samedi 21 avril 1792, à Rio de Janeiro, siège de la Vice-Royauté portugaise, du lieutenant Joaquim José da Silva Xavier, alias Tiradentes – « l'arracheur de dents » – que la sentence érigeait en meneur d'une rébellion dont la dimension demeure controversée. 
La proclamation de l'indépendance en 1822 et l'instauration d'un empire sous l'autorité du petit-fils de la Reine Maria Ire du Portugal, tenue pour responsable de l’exécution de Tiradentes, ne permettait guère la réhabilitation du condamné. En revanche, à partir de 1870, les mouvements républicains hostiles à l’empire l'érigeraient en figure de proue censée incarner les aspirations de la nation à la liberté – d'une nation globalement aussi peu impliquée dans les mouvements élitistes qui avaient conduit à l'indépendance que dans ceux qui aboutissaient à l'implantation du régime républicain en 1889. Ainsi, dès 1890, le 21 avril était décrété férié national et le processus fondateur d’un mythe identitaire s’enclenchait jusqu'à la promulgation en 1965 d'une loi proclamant le « martyr » Tiradentes « patron civique » de la nation et stipulant la présence obligatoire de son effigie dans les locaux officiels. 

## Composition et structure
Cette œuvre réunit quatre-vingt seize poèmes, dont quatre-vingt cinq portent le titre générique de Romance, et sont systématiquement identifiés par une numérotation en chiffres romains accompagnée d’un intitulé spécifique censé en annoncer le contenu anecdotique – tel par exemple le Romance XXXIII, ou Do Cigano que viu chegar o Alferes – Romance XXXIII ou du Gitan qui a vu arriver le Lieutenant.
Dans ce recueil, Cécilia ne reprend pas systématiquement la structure formelle du romance hispanique traditionnel, à savoir, une composition courte en vers heptasyllabiques (selon le système portugais) ou octosyllabiques (selon le système castillan), dont tous les vers pairs présentent une assonance unique qui se répète de bout en bout du poème. 
En fait, seuls vingt-deux des poèmes du Romanceiro da Inconfidência sont en conformité avec le schéma formel rappelé ci-dessus ; ils se répartissent, sans critère reconnaissable, dans l'ensemble du recueil. En revanche, ce recueil est ordonné selon une succession où l’on peut retrouver des cycles rappelant la tradition du genre. Notamment, on y découvre sans grande difficulté une chronologie qui ordonne les poèmes en fonction de l’histoire du Brésil, depuis la découverte de l’or et des diamants dans l’actuel état de Minas Gerais, au tout début du XVIIIe siècle et jusqu’à la première moitié du XIXe siècle. 
Ainsi, l’architecture de cette œuvre peut, dans ses grandes lignes, s’établir comme suit :
- une double ouverture - Fala Inicial (Discours Initial) et Cenário (Décor) - où le sujet poétique, Cecília de toute évidence, installée dans son propre présent historique et confrontée à des messages mystérieux en provenance du passé, se met en scène en tant qu’interprète de la mémoire collective;
- un ensemble de dix-neuf romances, dont le contenu historique recouvre la quasi-totalité du XVIIIe siècle, et s’ordonne en deux cycles : le cycle de l’or regroupant les dix premiers poèmes et se rapportant à la première partie de ce siècle dans l’espace géographique de Vila Rica, l’actuelle Ouro Preto, ancienne capitale de Minas Gerais ; et le cycle du diamant mis en scène dans les neuf romances suivants avec pour espace géographique la ville de Tejuco et le Distrito Diamantino, au nord-ouest de ce même État ;
- le cœur même du recueil, doté d’une nouvelle double ouverture – Cenário et Fala à Antiga Vila Rica (Décor et Discours à l’Ancienne Vila Rica) – et réunissant une cinquantaine de pièces ; dominée par la figure de Tiradentes, cette unité centrale évoque, avec la conjuration de l’Inconfidência, les événements de 1789-92, jusqu’à l’exécution du héros, le 21 avril de cette dernière année;
- une troisième unité s’ouvrant sur un troisième Décor et composée d’une trentaine de poèmes ; Tiradentes en est absent, et l’ensemble est centré sur le destin d’autres acteurs principaux du drame, notamment, la Reine du Portugal, Maria Ire, et deux couples victimes de l’échec de la conjuration : le poète Alvarenga Peixoto et son épouse Bárbara Eliodora d’une part, et d’autre part, les deux figures majeures de l’Arcadie brésilienne, Tomás Antônio Gonzaga et Marília dont les amours resteront dans la mémoire littéraire à l'égal de celles de Roméo et Juliette ;
- enfin, l’ultime composition – Fala aos Inconfidentes Mortos (Discours aux Inconfidents morts), dans laquelle la même voix de l’ouverture, fait une sorte de bilan de l’expérience poétique, et reprend sa place, ici-bas, dans l’anonymat d’un nous s’interrogeant sur l’alchimie de l’Histoire.

C’est donc en faisant entendre les chants supposés de multiples aèdes auxquels elle donne successivement la parole, que Cécilia Meireles réélabore la matière historique issue des documents dont elle pouvait disposer pour composer un ouvrage qui n’est un recueil de poésie populaire qu’en apparence: aux schémas hérités de la tradition épico-lyrique du romancero ibérique, s'ajoutent des fragments propres à la poésie des chanteurs du sertão brésilien ; d'autre part, le Romanceiro reprend des structures caractéristiques des poèmes savants du Moyen Âge et de la Renaissance, cette dernière illustrée notamment par la terza rima du premier Décor empruntée à la Divine Comédie ; en syntonie également avec les œuvres des poètes compromis dans l’Inconfidência, bon nombre d’emprunts à l’Arcadie baroque y sont également identifiables, aux côtés de poèmes à la versification irrégulière, ou fondée sur une symbolique subtile que seul un lecteur quelque peu familiarisé avec la numérologie est en mesure d’identifier. Nous n’en citerons qu’un exemple : le Romance LXIV ou de uma Pedra Crisólita (Romance LXVI ou d’une Pierre Chrysolithe) - un poème placé sous le signe du carré de huit, et dont les huit sizains d’octosyllabes ferment le cycle de Tiradentes sur l’évocation de la Pierre d’Or que le héros n’aurait pu faire lapider et qu’il emporterait dans la mort – autant dire une authentique Pierre Philosophale que l’Histoire se chargerait d’identifier avec le temps.

## Idéologie
Pour ce qui est de l’idéologie à laquelle renvoie le Romanceiro, les analogies évidentes avec l’iconographie et les dogmes du catholicisme romain sont facilement repérables pour un lecteur disposant d’une culture quelque peu approfondie du christianisme d’occident. En particulier, à partir des données fondamentales des « mystères » de l’Incarnation et de l’Eucharistie, Cecília nationalise, avec le personnage de Tiradentes, le sacrifice d’un Christ civique fondateur d’une ère nouvelle sous le signe d’une liberté susceptible de fédérer la mémoire collective – tout au moins dans la perspective de l’indépendance par rapport à la monarchie portugaise. Dans ce contexte, une fois consommé le temps de la Passion terrestre, la figure messianique du Lieutenant habité par l’énergie du Père, pourrait ressusciter comme fondement d’une nationalité, en tant que victime expiatoire irradiant la force du Verbe proclamée en vain durant sa traversée du monde des hommes. En somme, il s’agit d’une apologie porteuse d’un mécanisme de manipulation de l’imaginaire adapté à l’héritage culturel imposé à la source par la classe dominante.
Toutefois, ces analogies patentes renvoient à des racines antérieures à la dramaturgie imaginée par la tradition religieuse reçue du colonisateur portugais. Au-delà du sacrifice du bouc émissaire qui déjà en soi dépasse la simple référence à la tradition judéo-chrétienne, tout le Romanceiro da Inconfidência est sous-tendu par un double héritage : celui de la philosophie grecque combinée au Grand Œuvre Hermétique caractéristique de l’Alchimie d’occident. 
En ce qui concerne la philosophie grecque, ses échos se font entendre sous la forme de présages et d’oracles qui émaillent quantité de poèmes à commencer par le discours de la cassandre d’Ouro Podre du Romance V, et par celui du narrateur du Romance XII évoquant l’enfant Tiradentes en prière au pied de l’autel de Notre-Dame du Bon Secours. Avec plus de subtilité, ce rapport avec la tragédie grecque antique transparaît aussi dans les signes dont seraient porteurs les noms mêmes des personnages : les nombreux Domingos qui auraient placé la destinée de Tiradentes sous le nom du Seigneur par exemple, ou l’interprétation de la généalogie de la Reine Maria Ire qui, bien que présentée comme irresponsable de la sentence de mort frappant le Lieutenant, n’en est pas moins l’agent de la toute puissance du Père qui l’emporte sur la miséricorde de la Grande Mère, ou encore le cas de Barbara Eliodora et de son époux le poète Alvarenga, mis en scène comme relevant de la perspective tragique de l’hybris. Dans une autre perspective, bon nombre de figures féminines mises en avant dans le recueil apparaissent comme les victimes du système social : écrasées par le machisme qui régente la culture ambiante, elles illustrent le versant moderne d’une tragédie où ce n’est plus l’hybris, mais la confrontation entre les valeurs « féminines » et « masculines » qui conduit au malheur. 
Quant au Grand Œuvre alchimique il prédomine dans le Romanceiro depuis le Discours Initial jusqu’à l’ultime Discours aux Morts. Détenteur occulte de la Pierre Philosophale le lieutenant Tiradentes illustre au Centre du recueil la philosophie de l’Histoire qui en sous-tend la globalité. Passé au crible d’Hermès Trismégiste le magma « réaliste » de l’historiographie officielle acquiert une cohérence spirituelle supérieure. L’or et les diamants de Minas Gerais y deviennent les supports de transmutations réalisées dans le Grand Temps, bénéfiques pour les élus qui valorisent l’esprit, maléfiques pour une majorité obsédée par la soif de richesses matérielles. 
Enfin, dans un cadre historique fondamentalement négatif, le beau rôle est réservé aux esclaves noirs : mis en scène surtout dans les poèmes du premier quart du recueil, en tant que porteurs de valeurs de solidarité, ils sont différenciés des oppresseurs blancs qui animent une société caractérisée par l’enfermement dans un système ségrégationniste. En fait, ce regard porté sur les descendants des africains déportés au Brésil demeure un regard extérieur sous-tendu par un sentiment de culpabilité : il est symptomatique qu'aucun des personnages noirs du Romanceiro ne porte la moindre trace de négativité – par exemple, Chica da Silva que les historiens représentent comme le prototype de l’esclave noire affranchie faisant tout pour s’intégrer dans la classe dominante et bénéficier au maximum de cette intégration en tant que maîtresse du plus riche des blancs portugais, devient dans le Romanceiro un personnage sympathique servant, entre autres, à carnavaliser les valeurs du colonisateur ; de même, à un autre niveau, Capitania, le bourreau chargé de l’exécution de Tiradentes – et bourreau parce que criminel -, bénéficie de l'aura de sa victime dont le contact le transfigure. D’autre part, les voix captées par Cecília ignorent jusqu'au terme de quilombo – porteur d'une solidarité moins folklorique que le cas de Chico-Rei, le roi noir qui aurait réussi à affranchir tous les siens grâce à l’exploitation d’une mine d’or (c’est-à-dire, au bout du compte, l'illustration exceptionnelle d'un détournement pacifique du système esclavagiste). Et pourtant les quilombos - regroupements d’esclaves marrons dans des espaces géographiques où ils constituaient un système social indépendant - étaient une réalité non négligeable dans le Minas du XVIIIe siècle . La mémoire collective portée par le Romanceiro était bien conditionnée par les écrits d’une classe dominante intéressée à se donner des héros dans lesquels se reconnaître, tout en prétendant parler au nom des exclus de l'Histoire. 
À la décharge de Cecília, il importe de rappeler que le choix de l'Inconfidência comme thème central ne pouvait guère permettre davantage : si les esclaves ont joué un rôle important dans le peuplement et la formation de la richesse éphémère de Minas Gerais au XVIIIe siècle, ils n'ont eu aucun droit de cité dans le déroulement d’une conjuration menée par une élite socio-économique en révolte contre le fisc portugais, et pour qui l'abolition de l'esclavage n'était guère à l'ordre du jour. Ainsi, plus que comme composante essentielle du peuple brésilien et moteur éventuel de son histoire, le noir s’intègre dans le recueil comme élément de la dialectique de la Lumière et des Ténèbres, dans le cadre de la Loi Hermétique de la complémentarité des contraires.
En élaborant avec le Romanceiro da Inconfidência une mosaïque où se cristallisent des vibrations qu’elle prétendait avoir captées sur la troisième rive de la mémoire collective, Cecília contribuait à la consolidation d’un tissu mythique susceptible d’asseoir le sentiment de l’identité brésilienne : en ce sens, le Romanceiro prend place dans ce qu’on peut qualifier de « poésie sociale », avec le risque d’être récupéré par la classe dominante parmi les accessoires religieux de l’imaginaire. Mais au-delà de cette sublimation d’événements sélectionnés dans l’historiographie, sous l’apparence d’un langage simple supposé accessible à tous, c’est aussi la puissance du Verbe qui est en cause dans sa capacité à transmettre des paraboles lourdes d’interrogations sur le destin de l’Humanité.